# Lithocarpus macilentus
Lithocarpus macilentus är en bokväxtart som beskrevs av W.Y.Chun och Cheng Chiu Huang. Lithocarpus macilentus ingår i släktet Lithocarpus och familjen bokväxter. Inga underarter finns listade.